# Patrisse Cullors
Patrisse Cullors (Patrisse Khan-Cullors), née le 20 juin 1983 à Los Angeles, est une artiste et militante américaine queer. Elle milite notamment pour l'abolition des prisons et contre les violences policières à l'égard des personnes afro-américaines, ainsi qu'au sein du mouvement LGBT.
Elle est l’une des trois fondatrices en 2013 du mouvement militant antiraciste et intersectionnel Black Lives Matter, avec Alicia Garza et Opal Tometi.

## Biographie
Patrisse Cullors est née le 20 juin 1983 à Van Nuys, un quartier de Los Angeles en Californie situé dans la vallée de San Fernando, au plus haut de la guerre contre la drogue des autorités fédérales américaines. Elle est élevée comme Témoin de Jéhovah, mais s'en distancie au début de l'adolescence et se tourne vers l'Ifá, un système de divination pratiqué par les Yoruba, après s'être intéressée à la spiritualité indigène de son arrière-grand-mère issue des tribus amérindiennes Chactas et Pieds-Noirs. À l'âge de seize ans, ses parents l'excluent du domicile familial lorsqu'elle leur révèle son identité queer. Durant la majeure partie de sa vie adulte, son père et son frère font des allers-retours avec la prison, ce qui façonne fortement sa vision des questions raciales et son engagement militant,. Elle étudie dans une école secondaire orientée vers la justice sociale.
À l'âge de 17 ans, elle rejoint la Bus Riders Union (en), une organisation destinée à la lutte contre le racisme dans les transports à Los Angeles. Elle fonde ensuite Dignity and Power Now, une coalition de lutte contre la brutalité du personnel des prisons du comté de Los Angeles.
À l'âge de 24 ans, elle décide de poursuivre ses études et obtient en 2012 son diplôme de l'Université de Californie à Los Angeles, où elle étudie la religion et la philosophie tout en poursuivant son militantisme au niveau local.
En 2013, elle lance le mouvement militant antiraciste Black Lives Matter avec ses amies Alicia Garza et Opal Tometi à la suite de l'acquittement de George Zimmerman, responsable de la mort d'un jeune afro-américain Trayvon Martin, 17 ans et non armé. Alicia Garza, choquée par la nouvelle, poste un texte sur sa page Facebook auquel Patrisse Cullors répond en ajoutant le hashtag #BlackLivesMatter (« Les vies noires comptent »), très largement repris,. Le mouvement s'amplifie en 2014 avec la mort de Mike Brown, un adolescent noir tué par un policier blanc et les manifestations qui ont suivi à Ferguson dans le Missouri,.
Des militants queer, Cullors et les deux autres fondatrices de Black Lives Matters se revendiquent l’héritage du mouvement des droits civiques et des Black Panthers mais souhaitent proposer un projet beaucoup plus inclusif, intersectionnel, apolitique et non fondé sur une religion,. Cullors affirme qu'elle et Alicia Garza sont marxistes.

## Controverse et démission
Au printemps 2021, la presse commente le paradoxe de sa « frénésie d'achats immobiliers » avec son statut de « marxiste autoproclamé ». Au cours des dernières années, Patrisse Cullors a en effet acquis quatre maisons haut de gamme pour 3,2 millions de dollars rien qu'aux États-Unis, selon les registres immobiliers. D'après le New York Post, elle possède également une propriété aux Bahamas dans un complexe ultra-exclusif où Justin Timberlake et Tiger Woods ont tous deux des maisons. En avril 2021, elle achète de plus une luxueuse villa estimée à 1,4 million de dollars à Topanga Canyon, une banlieue huppée de Los Angeles. Selon The Washington Times, la critique au sujet de cet achat de maison est intense, car la fondatrice de BLM s'était ouvertement opposée au capitalisme et plaidait pour les « communautés noires ». Or, Topanga est composé à 82 % de Blancs et à seulement 1,6 % de Noirs, en 2018. 
Dans un communiqué, la Black Lives Matter Global Network Foundation a déclaré que Patrisse Cullors était directrice exécutive « à titre bénévole et ne recevait ni salaire ni avantages sociaux ». Selon la Fondation, « Patrisse a reçu un total de 120 000 dollars depuis la création de l'organisation en 2013, pour des fonctions telles que servir de porte-parole et s'engager dans un travail d'éducation politique ». Elle n'a reçu aucune compensation après 2019[réf. souhaitée].
Hawk Newsome, le directeur de Black Lives Matter Greater New York City, qui n’est pas affilié à Black Lives Matter Global Network Foundation de Khan-Cullors, a appelé à « une enquête indépendante » pour savoir comment le réseau mondial dépense son argent. 
Le 28 mai 2021, Patrisse Cullors annonce sa démission mais précise que celle-ci était prévue de longue date et n'aurait rien à voir avec les polémiques liées à son patrimoine immobilier détenu dans des quartiers huppés.
En janvier 2022, The New York Post évoque également le fait que Black Lives Matter a transféré des millions à M4BJ, un organisme de bienfaisance canadien dirigé par l'épouse de Patrisse Cullors, Janaya Khan. M4BJ a acheté un vaste manoir qui avait autrefois servi de siège au Parti communiste pour l'équivalent de 6,3 millions de dollars en espèces en juillet 2021. L'achat de la propriété de Toronto, nommée Wildseed Centre for Art and Activism, est révélé, selon The New York Post, à un moment où existe des inquiétudes croissantes concernant le manque de transparence du groupe BLM dans ses finances.

## Philosophie et opinions politiques
Cullors se définit comme « abolitionniste » de la prison, de la police et de la militarisation, une position inspirée selon elle « de la lutte anti-coloniale des Noirs aux États-Unis et à travers les Amériques, notamment Haïti. », Elle est également en faveur de réparations de diverses sortes, qu'elle justifie par les « douleurs et dommages historiques causés par la colonisation de peuplement européenne »,.
Déclarant que ses collègues organisateurs de Black Lives Matter et elle étaient des « marxistes formés », elle cite Eric Mann (en), militant de gauche radicale et ancien de l'organisation terroriste de Weather Underground, comme son mentor dans le militantisme quand elle débute à la Bus Riders Union (en). Comme inspirations idéologiques, elle cite notamment Angela Davis, Frantz Fanon et Audre Lorde,. Lors de la promotion de son livre When They Call You a Terrorist: A Black Lives Matter Memoir en 2018, elle réaffirme son soutien à l'idéologie marxiste.
En février 2020, elle fait part de son soutien pour les candidatures d'Elizabeth Warren et de Bernie Sanders aux primaires présidentielles du Parti démocrate, affirmant que les progressistes doivent s'unir pour battre « les [Michael] Bloomberg et [Joe] Biden de ce monde », qui ont « amené une grande dévastation dans nos communautés ».

## Publication
- Khan-Cullors, Patrisse, 1984- et Davis, Angela Y. (Angela Yvonne), 1944-, When they call you a terrorist : a Black Lives Matter memoir (ISBN 978-1-4272-9472-2 et 1-4272-9472-0, OCLC 985072651, lire en ligne)

## Filmographie
- 2018 : Resist (série documentaire) - productrice[28]
- 2019-2020 : Good Trouble - actrice (elle-même)[29]

## Distinctions
- 2007 : Mario Savio Young Activist Award[30]
- 2011 : bourse Fulbright
- 2016 : docteure honoris causa en sciences à l'Université Clarkson[31]
- 2018 : Women Making History Awards (prix femmes d'histoire) du National Women's History Museum[32]
- 2018 : prix José Muñoz du CUNY Graduate Center[33]